# Rotterdamsebaan
De Rotterdamsebaan, tijdens de plansfase Trekvliettracé genoemd, is sinds februari 2021 een weg in Den Haag, die de A4 en A13 verbindt met de Centrumring. Het grootste deel van de weg bestaat uit de Victory Boogie Woogietunnel, die onder meer onder de wijk Voorburg-West door loopt.

## Achtergrond
De Rotterdamsebaan loopt van Knooppunt Ypenburg (A4 en A13) naar  bedrijventerrein de Binckhorst, nabij de binnenstad van Den Haag. Binnen het knooppunt ligt ook de afrit Den Haag-Ypenburg. Een aanzienlijk deel van het interlokale verkeer richting de Binckhorst was afkomstig van de A13 (vanuit Rotterdam). Idealiter zou dit verkeer via het Prins Clausplein en de Utrechtsebaan komen, maar deze toegang tot Den Haag is vaak overbelast. Veel verkeer kwam daarom via woonwijken in Rijswijk en Voorburg de stad Den Haag binnen. Het eerder voor deze stadsroute gehanteerde nummer S107 is opgeheven en toegekend aan de Rotterdamsebaan.
De nieuwe weg vormt de rechtstreekse verbinding tussen de Binckhorst (bij de Zonweg, nabij de Centrumring Den Haag) en Knooppunt Ypenburg, om zo de Utrechtsebaan en de omliggende woonwijken te ontlasten. 

### Wederopbouwplan Den Haag
Al voor de huidige plannen voor een Rotterdamsebaan, waren er plannen voor een gedeeltelijk verdiepte aanleg van een autoweg naar Rotterdam vanaf de zuidzijde van het toenmalige Station Staatsspoor. Stadsbouwmeester Dudok kwam, in opdracht van de gemeente Den Haag, na de Tweede Wereldoorlog met een (wederopbouw)plan voor herbouw van het Bezuidenhout en ook herinrichting van grote delen van het centrum. Onderdeel hiervan was een wegtunnel van het centrum naar een aansluiting op een te creëren ringweg, ongeveer op dezelfde locatie als de zuidelijke uitgang van de Victory Boogie Woogietunnel. Hiermee zou ook onder de Binckhorst door gereden worden.

## Geschiedenis
Eerder werd een variant onderzocht die onder de Trekvliet door zou lopen, maar dit traject leverde verkeersveiligheidproblemen op met de krappe S-bochten die hiervoor nodig zouden zijn.
De gemeenteraden van de drie betrokken gemeenten (Den Haag, Rijswijk en Leidschendam-Voorburg) zijn in 2008 akkoord gegaan en hebben gekozen voor de variant "Noordelijke Boortunnel". In juni 2008 is door minister Eurlings 225 miljoen euro toegezegd voor de aanleg van de wegverbinding. Het stadsgewest Haaglanden en de gemeente Den Haag droegen hetzelfde bedrag bij. In 2012 werd de rijksbijdrage met 70 miljoen euro verhoogd. Uiteindelijk kost het project in totaal 595 miljoen euro.
In augustus 2012 is de voorkeursvariant vastgesteld. Het bouwrijp maken van het traject is in 2014 begonnen. Vervolgens werden in 2016 het traject en de bouwplanning vastgesteld.
In 2017 zijn veel voorbereidende werkzaamheden gestart in: de Binckhorst, de Vlietzone en het knooppunt Ypenburg, waar een ongelijkvloerse kruising wordt gecreëerd.
De eerste werkzaamheden zijn in 2014 uitgevoerd en midden 2020 zouden de eerste auto's erdoor rijden, maar om uiteenlopende redenen moest dit steeds worden uitgesteld. Per februari 2021 is het tracé klaar, maar moest de vrijgave uitgesteld worden vanwege sneeuw.
Op 5 februari 2021 is de Rotterdamsebaan geopend, maar wegens de coronapandemie was hierbij geen publiek aanwezig en werd volstaan met een digitale versie van de feestelijke ingebruikname. Op 12 februari 2021 zouden de eerste auto's door de tunnel rijden, deze datum werd niet gehaald doordat het in de week ervoor veel gesneeuwd en gevroren had, waardoor de toegang met ijs bedekt was.
Uiteindelijk zijn de weg en de tunnel op 19 februari 2021 21:30 geopend.

## Victory Boogie Woogietunnel

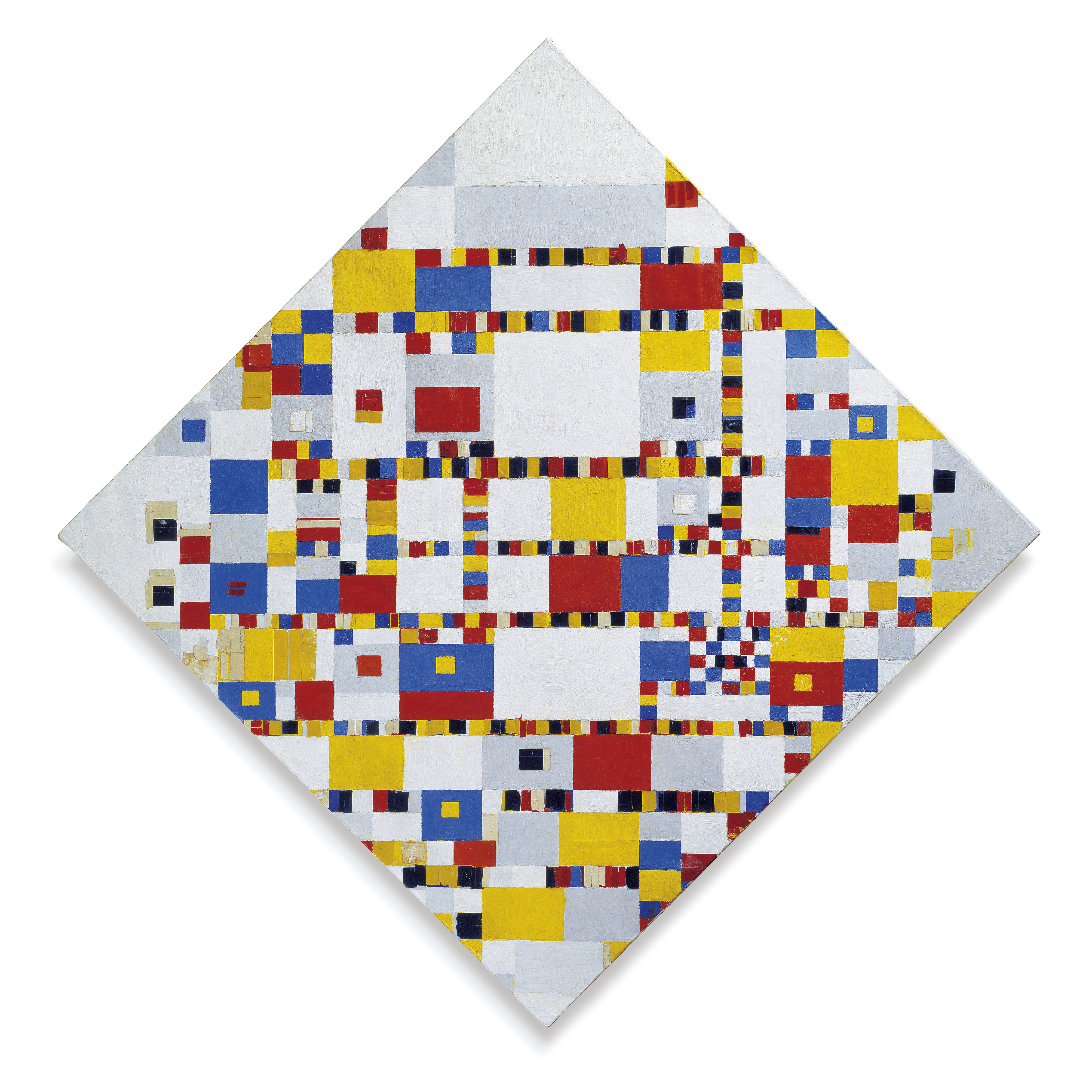
Het schilderij Victory Boogie Woogie

### Naamgeving
Aanvankelijk was voor de naam van de tunnel sprake van Hadrianustunnel naar de Romeinse keizer Hadrianus en het Forum Hadriani, de Romeinse nederzetting op de plaats van de huidige wijk Voorburg-West. Op 3 december 2015 maakte de gemeente Den Haag bekend dat deze de naam Victory Boogie Woogietunnel zal krijgen naar het gelijknamige werk van Piet Mondriaan. De naam werd aangedragen door het Gemeentemuseum Den Haag dat ook hoopt dat details van het schilderij in de tunnel verwerkt worden.
De aanduiding Trekvliettracé wordt op verschillende manieren gebruikt. In het ontwerpstadium is die naam gebruikt om het hele project aan te duiden, maar ook voor twee van de mogelijke tracés, die deels recht onder de Haagse Trekvliet geprojecteerd waren. Het gerealiseerde tracé ligt noordoostelijker en komt min of meer overeen met de optie Voorburgtracé I / Noordelijke Boortunnel die in 2007 werd voorgesteld.
Nu de tunnel gerealiseerd is, wordt de aanduiding Trekvliettracé gebruikt voor een van de sterfietsroutes, van het Spui via Ypenburg naar de Polder van Biesland richting Delft.

### Tunnel
Het tracé bestaat grotendeels uit een boortunnel die onder Voorburg-West doorloopt. Deze is in totaal 1.860 meter lang, met een geboord deel van 1640 meter. Het diepste punt ligt op 29 meter beneden maaiveld. De tunnel heeft in beide richtingen twee rijstroken met een doorrijhoogte van 4,70 meter. Voorlopig is besloten dat de maximum rijsnelheid 70 kilometer per uur bedraagt.

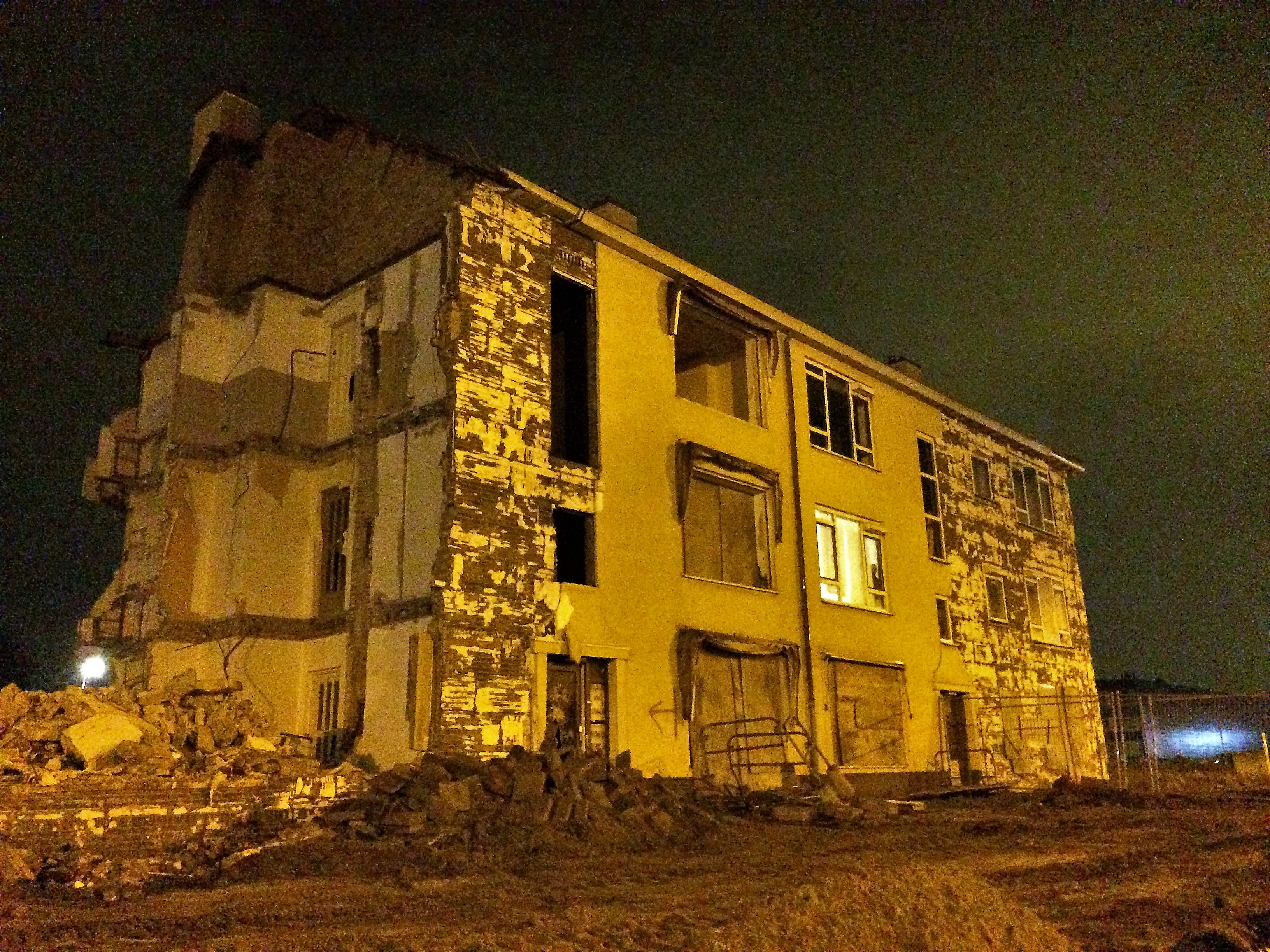
Voor de aanleg van de tunnel werd een aantal portiekwoningen gesloopt. Hier gluurt een bewoner uit het laatste (en deels al gesloopte) woonblok.

De bouwstart voor de aanleg van de zuidelijke tunnelingang vond op 14 september 2016 plaats op het parkeerterrein van pretpark Drievliet (in de zogenaamde Vlietzone). Traditioneel werd het proces officieel geopend met het heien van de eerste paal, in dit geval voor de startschacht. Hiervandaan werden de samenstellende delen van de tunnelboormachine ingelaten. De oplevering zou in juli 2020 plaatsvinden, maar werd enkele malen uitgesteld. Het eerste uitstel was tot december 2020 voor de installatie van ruim vijftig systemen, waaronder verlichting, slagbomen en matrixborden. Die datum bleek niet haalbaar doordat er vanwege de coronacrisis minder mensen tegelijk aan de tunnel konden werken. Nadat eerst januari genoemd werd, is de tunnel officieel geopend op 5 februari. Op 12 februari 2021 zouden de eerste auto's door de tunnel rijden, deze datum werd niet gehaald doordat het in de week ervoor veel gesneeuwd en gevroren had, waardoor de toegang met ijs bedekt was.

### Tunnelboorwerk

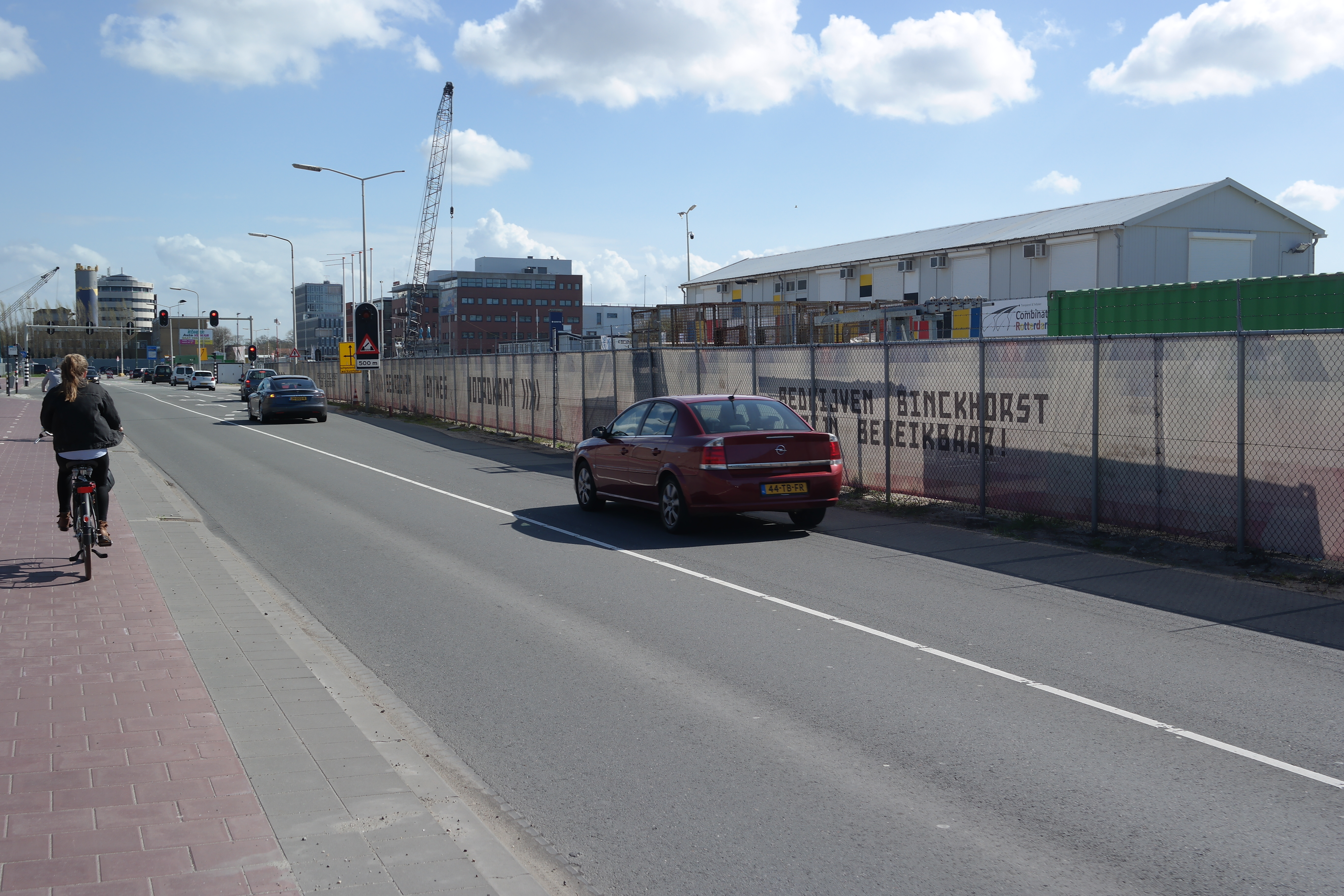
Aanleg van de tunnelmond aan de Binckhorst in 2018.

Voor het boren is een tunnelboor gebruikt die te vergelijken is met de machine die van 2006 tot 2008 de Hubertustunnel boorde. Het is een soort "rijdende fabriek" die automatisch allerlei functies gecombineerd uitvoert. Bij de aanleg van de Hubertustunnel bleek het op deze manier mogelijk om onder oude duinen door te gaan; iets wat ook voor Voorburg-West van belang is aangezien deze vooroorlogse wijk ook op vroegere duinen ligt. Op 12 januari 2018 werd de boor Catharina-Amalia gedoopt door de katholieke priester Ad van der Helm en drie dagen later werd hij in werking gesteld. De machine is 80 meter lang en heeft een diameter van 11,34 meter.  
De eerste tunnelbuis werd voltooid op 2 juli 2018, waarna de boor uit elkaar werd gehaald om in delen weer terug naar de startschacht te worden getransporteerd. Daar is hij voor dit project voor de tweede maal in elkaar gezet en kon op 12 september 2018 worden begonnen aan het boren van de tweede tunnelbuis. De boor was 24 uur per dag in werking en op 10 januari 2019 was ook de tweede tunnelbuis geboord. De boor is in gedemonteerde toestand weer terug getransporteerd naar de leverancier.

### Duurzaamheid
Diverse innovatieve voorzieningen, waaronder een fijnstofmagneet en speciaal asfalt, moeten van de Victory Boogie Woogietunnel de meest duurzame tunnel van Nederland maken.

### Benutting
Het gebruik van de tunnel bleef in de eerste jaren achter bij de verwachtingen. In de milieueffectrapportage was uitgegaan van 32.000 voertuigen per dag in 2020, maar tot oktober 2021 waren het er 19.000. Toen ging de Utrechtsebaan dicht voor groot onderhoud en steeg het gebruik naar 32.000, maar na heropening van die alternatieve route daalde het tunnelgebruik weer sterk, naar 21.000.
De gemeente wijst voor het lage gebruik op het thuiswerkadvies dat gold tijdens de coronacrisis in Nederland en stelt bovendien dat het Haagse wegennet dankzij de tunnel minder gevoelig is voor opstoppingen. Verder kunnen voorziene grootschalige ontwikkelingen in de Binckhorst en het Central Innovation District het gebruik van de tunnel beïnvloeden.